# 데죄 코스톨라니

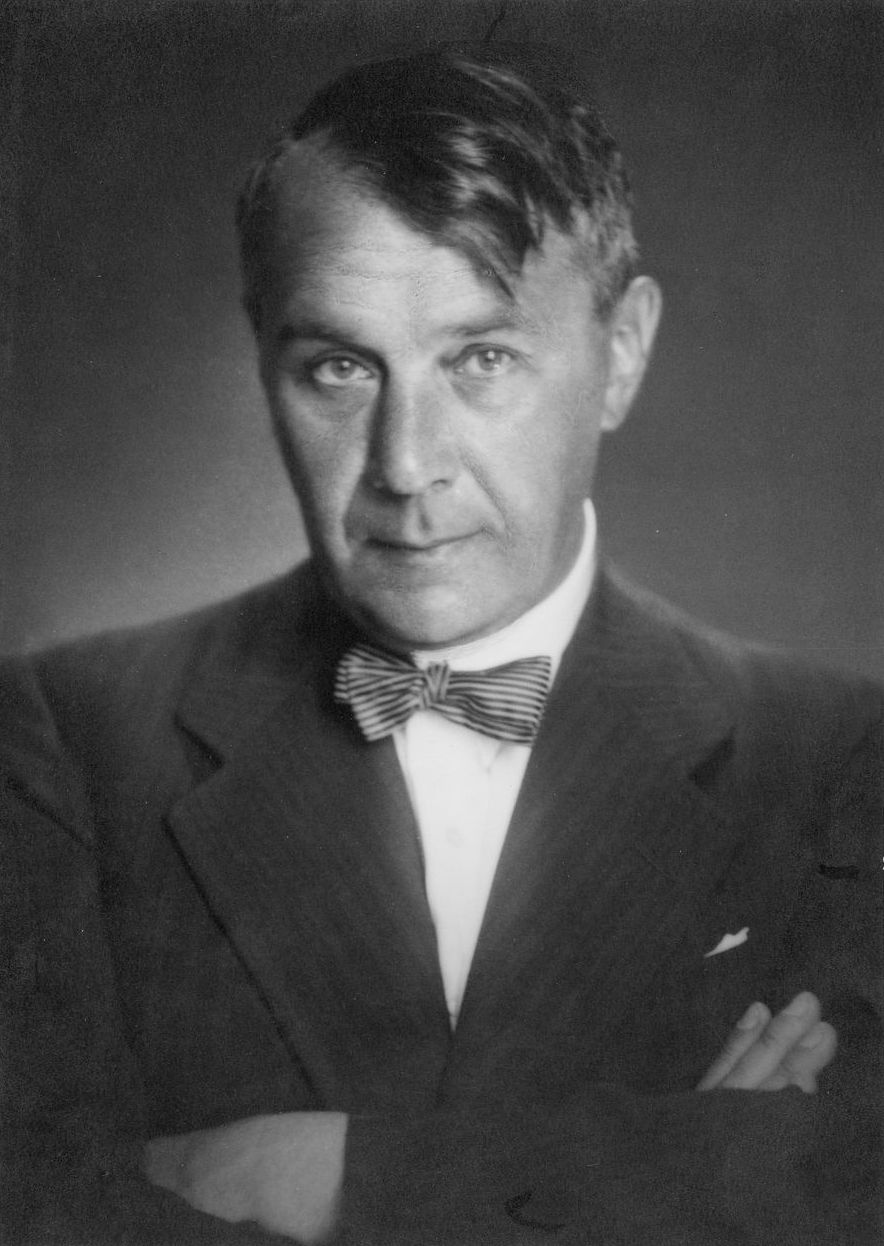

데죄 코스톨라니(Dezső Kosztolányi, 1885년 3월 29일 ∼ 1936년 11월 3일)는 헝가리의 작가, 언론인, 번역가이다.

## 생애
서버드커(Szabadka)에서 태어나 부다페스트와 빈의 대학에서 2년 동안 철학과 독문학을 공부하다 대학을 그만두고 언론인으로서 활약했다. 그는 여러 신문에 기고를 하는 한 편, 시·단편소설·장편소설을 쓰고 더불어 신문에 문학평론도 쓰는 등 문학 전반에 걸쳐서 활동했다. 그는 헝가리 문학의 수준을 결정적으로 향상시킨 잡지 ＜뉴거트(Nyugat)＞ 창간에 함께했고, 또 세계문학에 관심이 많아서 세계 각국 문학인과 친교를 맺었으며, 헝가리 펜클럽 초대 회장을 맡기도 했다.

## 저술
대표적 시집으로는 ≪네 개의 벽 사이에서(Négy fal között)≫(1907)와 ≪불쌍한 어린아이의 절규(A szegény kisgyermek panaszai)≫(1910)가 있다. 당시 문학의 주류는 전통적인 시골을 소재로 삼았으나, 코스톨라니에게는 도회지가 주된 관심 대상이었다. 그가 남긴 대표적 소설로는 ≪나쁜 의사(A rossz orvos)≫(1921), ≪네로(Nero, a véres költő)≫(1922), ≪종달새(A pacsirta)≫(1924), ≪황금 용(Arany-sárkány)≫(1925), ≪에데시 언너(Édes Anna)≫(1926) 등이 있다.